# Chrysina quetzalcoatli
Chrysina quetzalcoatli är en skalbaggsart som beskrevs av Moron 1990. Chrysina quetzalcoatli ingår i släktet Chrysina och familjen Rutelidae. Inga underarter finns listade i Catalogue of Life.